# Djävulsginst
Djävulsginst (Echinospartum horridum) är en ärtväxtart som först beskrevs av M.Vahl, och fick sitt nu gällande namn av Werner Hugo Paul Rothmaler. Echinospartum horridum ingår i släktet Echinospartum och familjen ärtväxter. Inga underarter finns listade i Catalogue of Life.

## Bildgalleri

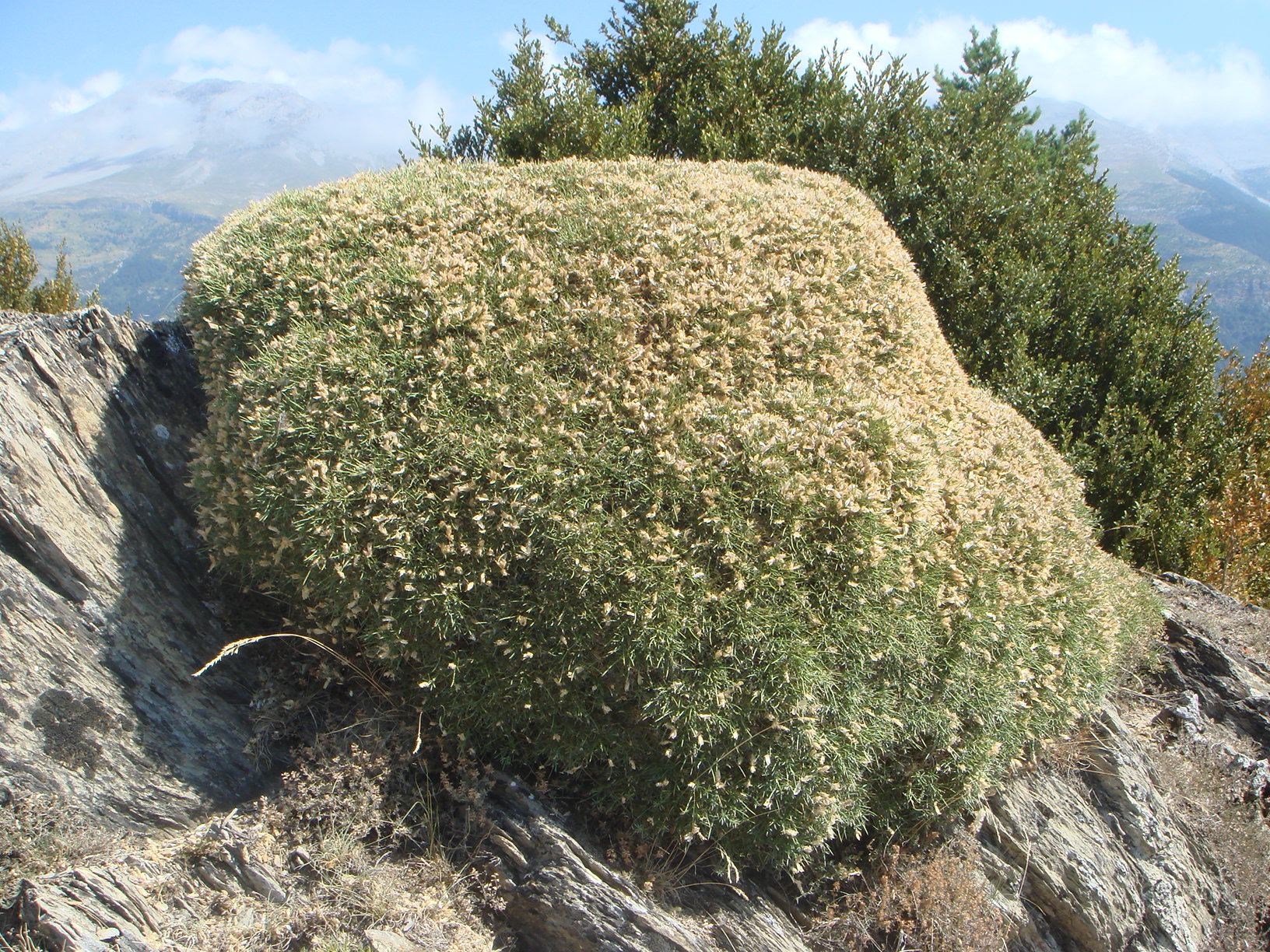
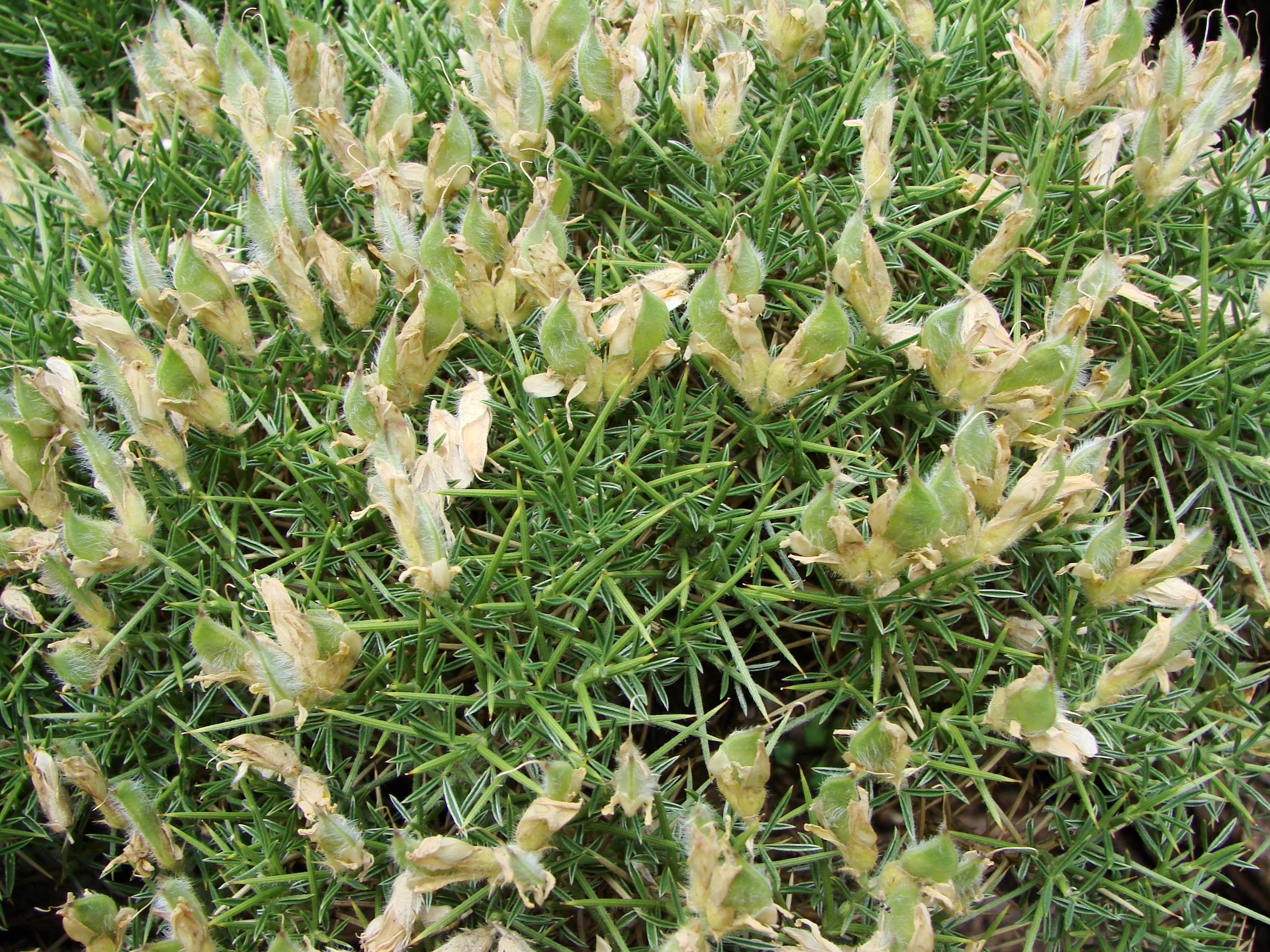
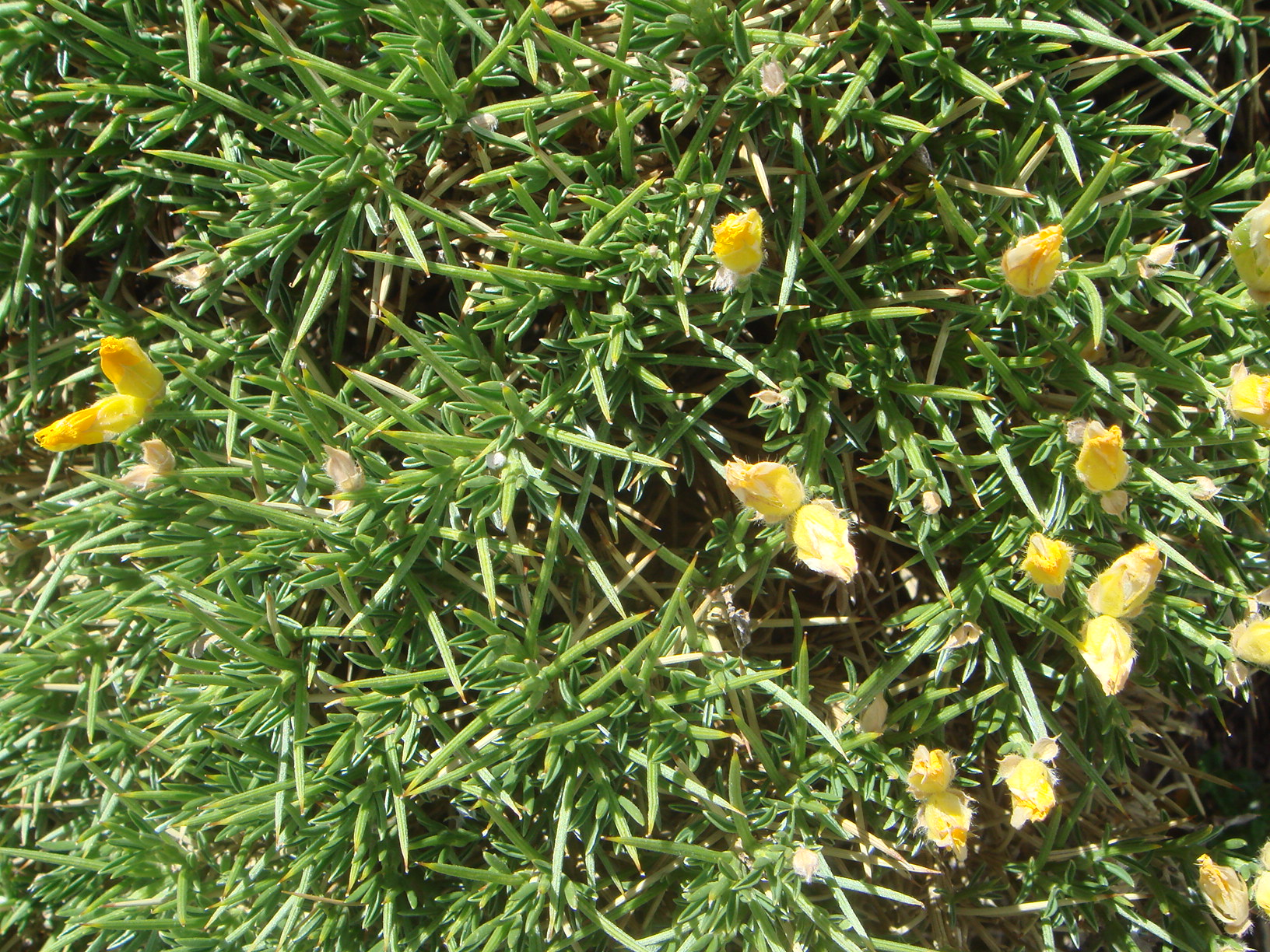
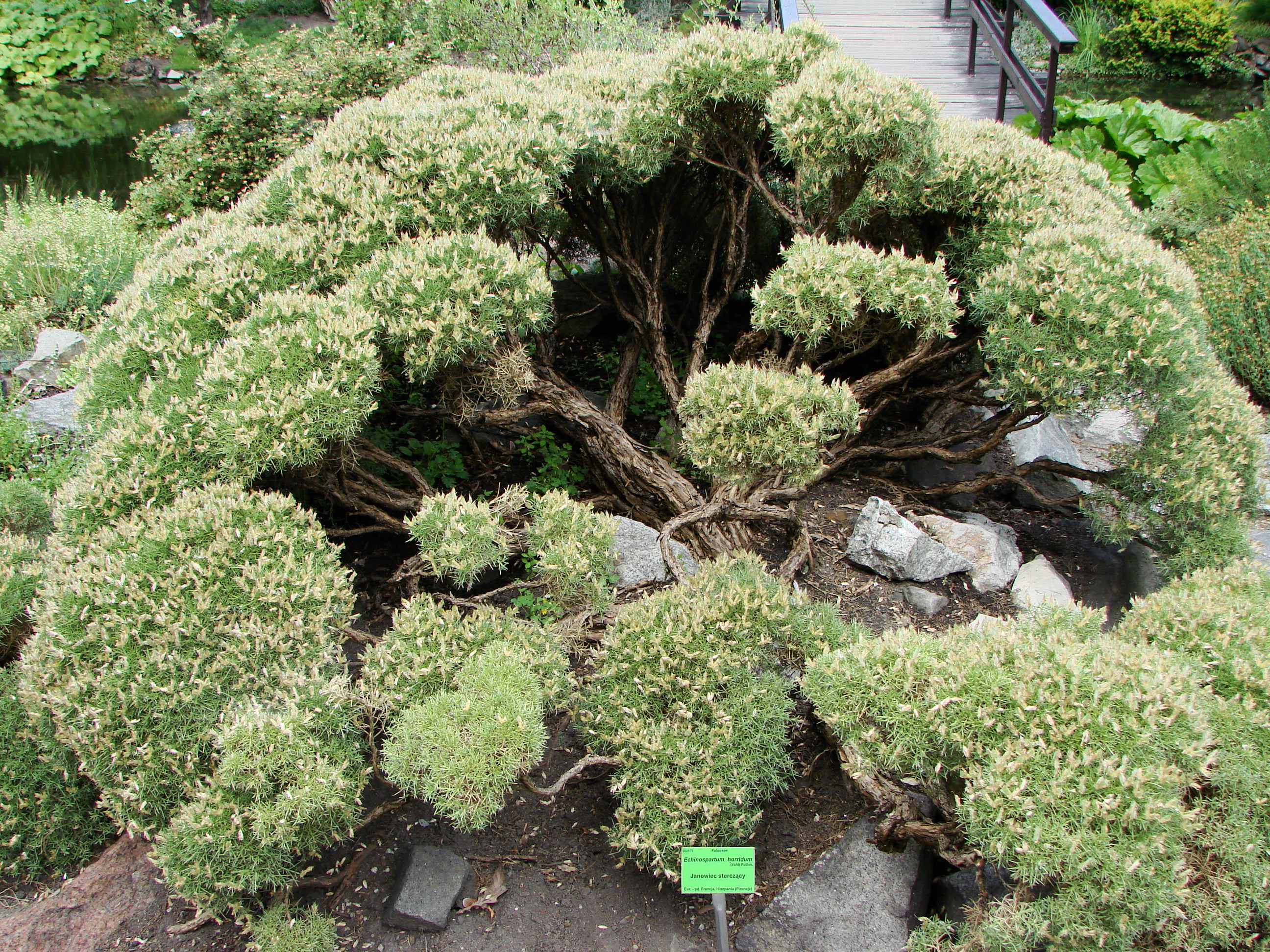
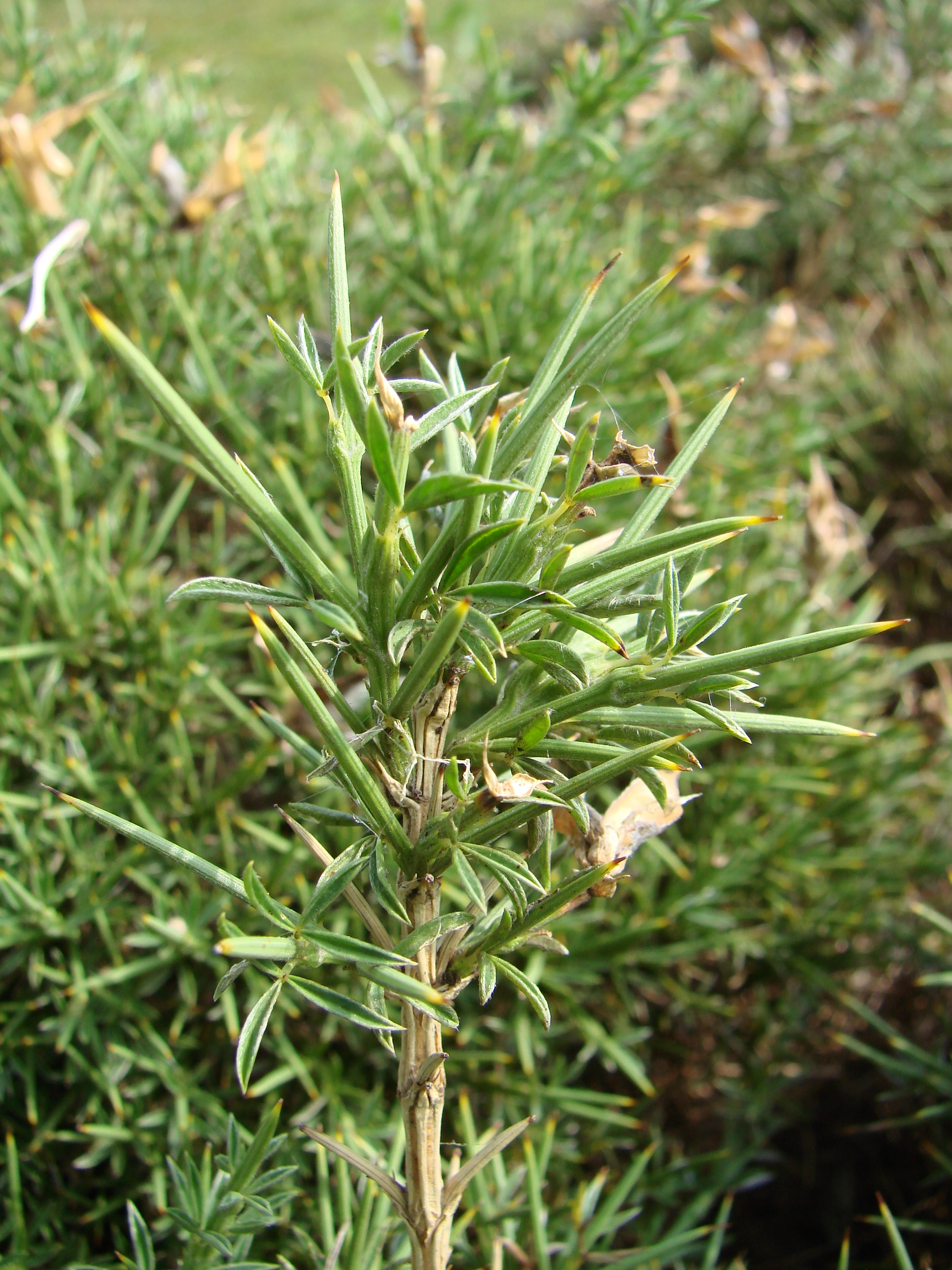
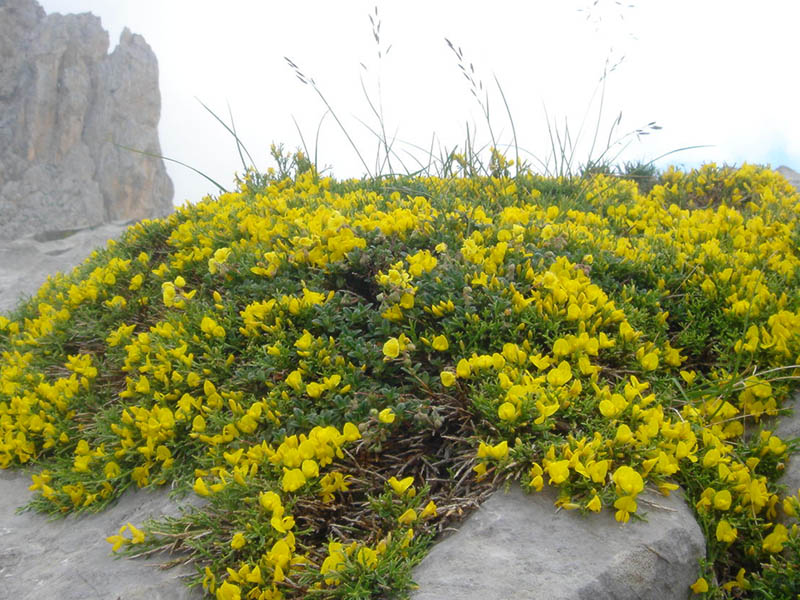
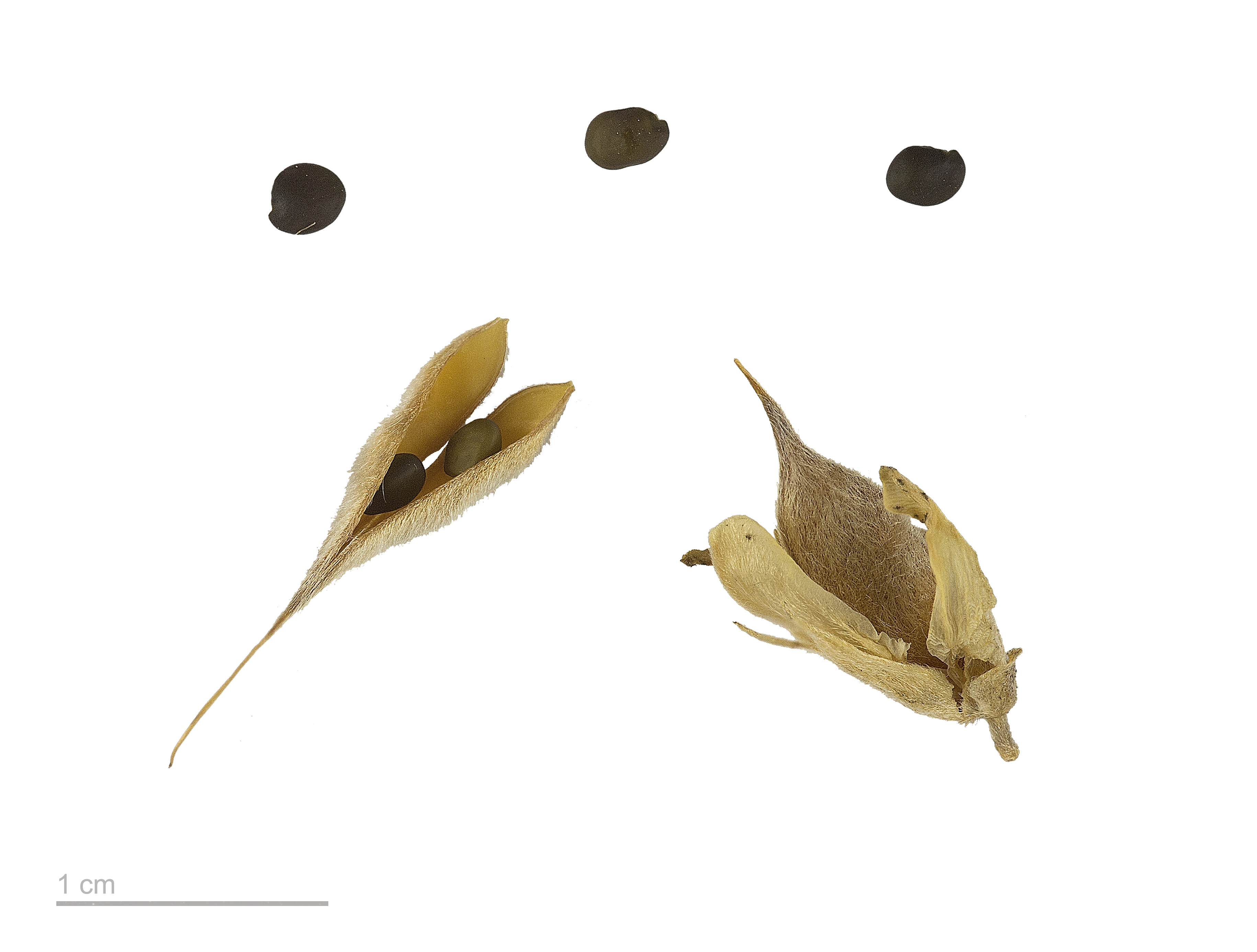
Echinospartum horridum - Museum specimen